# Virginijus Sinkevičius
Virginijus Sinkevičius (Vilnius, 4 novembre 1990) è un politico lituano, europarlamentare nella X legislatura dal 2024 ed in precedenza Commissario europeo per l'ambiente e gli oceani dal 2019 al 2024. È stato membro del Seimas della Repubblica di Lituania e ministro dell'economia e dell'innovazione del suo paese.

## Biografia
Nel 2009 Virginijus Sinkevičius si è diplomato al Ginnasio Salomėja Nėris di Vilnius. Ha poi proseguito i suoi studi universitari presso l'Università di Aberystwyth (Regno Unito), dove ha conseguito una laurea in Studi economici e sociali nel 2012. Nel 2012 Sinkevičius ha svolto un tirocinio presso l'Unità degli affari regionali ed etnici presso l'ufficio del Primo Ministro della Repubblica di Lituania. Nel 2013 ha conseguito un Master of Arts in Studi europei presso l'Università di Maastricht (Paesi Bassi).
Tra il 2012 e il 2015 è stato autore ed editore del portale di notizie Lithuania Tribune. Nel 2013–2014 Virginijus Sinkevičius è stato assistente del project manager presso il Center for European Policy Analysis a Washington (Stati Uniti). Nel 2014 è stato project manager del gruppo internazionale AB Lietuvos Paštas; nel 2014–2015 ha partecipato al programma "Crea Lituania". Nel 2015-2016 è stato coordinatore del progetto di concessione degli aeroporti lituani. Nel 2016 è stato team leader del gruppo per il miglioramento dell'ambiente d'investimento nell'azienda pubblica Invest Lithuania.
Nel 2017 ha completato il corso di Politica digitale presso l'Università di Oxford.
Virginijus Sinkevičius parla il lituano come lingua madre, nonché l'inglese, il russo e il polacco.

## Carriera politica

### Membro del Seimas e Ministro dell'Economia e Innovazione (2016-2019)
Nel 2016 è stato eletto alla Seimas della Repubblica di Lituania nel collegio uninominale di Šeškinė a Vilnius; viene poi nominato presidente della commissione per l'economia; il 27 novembre 2017 è nominato Ministro dell'Economia della Repubblica di Lituania e, a seguito della riorganizzazione del Ministero dell'Economia, è nominato Ministro dell'Economia e dell'Innovazione.

### Commissario Europeo nella Commissione von der Leyen I (2019-2024)
Il 22 agosto 2019 il Seimas ha approvato la sua nomina a commissario europeo. In seno alla Commissione von der Leyen I ha assunto l'incarico di Commissario europeo per l'Ambiente e gli oceani.
Ha sostenuto il Green Deal europeo e promosso restrizioni nei confronti delle plastiche non riciclabili. Il 1º gennaio 2021, la Commissione europea ha introdotto il divieto di esportazione dei rifiuti di plastica non riciclabili verso gli Stati che non fanno parte dell'Organizzazione per la Cooperazione e lo Sviluppo Economico (OCSE). Il meccanismo è teso a promuovere l'economia circolare e responsabilizzare gli Stati membri dell'Unione Europea nei confronti dei Paesi in via di sviluppo.
Sinkevičius, con i suoi 29 anni al momento della nomina, è divenuto il commissario europeo più giovane mai nominato nella storia dell'Unione.

### Europarlamentare (2024-)
Nelle elezioni europee del 2024, Sinkevičius si candida tra le file del centro-sinistra ambientalista Unione dei Democratici "Per la Lituania", venendo eletto, essendo anche eletto Vicepresidente del gruppo dei I Verdi/Alleanza Libera Europea. Nel Parlamento Europeo, Sinkevičius è Vicepresidente della Commissione trasporti ed è membro sostituto della Commissione per i problemi economici e monetari e della Commissione per l'industria, la ricerca e l'energia.

## Riconoscimenti e premi
Nel 2018 è stato premiato per la migliore soluzione dell'anno per un migliore ambiente aziendale dall'associazione Forum degli investitori e Leadership Blockchain a #SWITCH! Tech Awards 2018. Nel 2019 ha ricevuto il premio Partnership Leader 2018 per la riforma dell'innovazione e lo sviluppo dell'ecosistema di startup dalla Confederazione lituana delle imprese. Nel 2018 Virginijus Sinkevičius è stato incluso nell'elenco dei 100 giovani più influenti al mondo nel governo da Apolitical.